# Dired
Dired és un programari lliure de gestió de fitxers. Va ser el primer editor visual de carpetes de fitxers. El seu nom és un mot creuat anglès fet de directory i editor.
Dired funciona en qualsevol plataforma Emacs. Les seves ordres són més modals que la major part de les ordres d'Emacs, ja que Dired és un mòdul que s'ha especialitzat en la gestió de fitxers. Dired pot realitzar tota mena d'operacions sobre fitxers, encara que s'assembla en la seva manera d'operar i ús a tota la família d'administradors de fitxers clons del Midnight Commander.
La primera versió de Dired va ser creada el 1974 al laboratori d'intel·ligència artificial de la Universitat Stanford per Stan Kugell. com un programa independent. Va ser ràpidament incorporat a Emacs i reimplementat en altres sistemes operatius. Va esdevenir la base per a exploradors de carpetes moderns, que funcionen amb finestres
Es van desenvolupar una sèrie de scriptsper a estendre les funcionalitats de Dired en Emacs. En combinació amb Tramp, pot accedir a sistemes de fitxers remots per a editar fitxers mitjançant de SSH, FTP, telnet i altres protocols. També permet d'accedir a directoris com un altre usuari per a editar a distància fitxers amb permisos restringits (com l'accés d'administrador) en la mateixa sessió. També existeixen funcions per a canviar el nom de múltiples fitxers mitjançant l'ordre «cerca i reemplaça» o aplicar expressions regulars per a marcar i seleccionar múltiples fitxers.